# Musée de Štip
Le Musée de Štip (en macédonien : Музеј во Штип) est le seul musée de la ville de Štip, et le plus important de l'est de la Macédoine du Nord. Cette institution nationale a été fondée en 1950 et sert également d'institut régional pour la protection du patrimoine.
Le musée se trouve dans le centre-ville, derrière l'église Saint-Nicolas.

## Histoire
Le musée a été fondé le 5 octobre 1950 par décision du conseil municipal de Štip. Ses collections ont d'abord été installées dans la mosquée Husameddin Pacha, avant de déménager en 1956 dans la maison des Arsovi, grande bâtisse à l'architecture traditionnelle. En 1964, les collections d'art contemporain ont été transférées au Bezisten, où elles sont toujours. Enfin, en 1972, le musée a ouvert une galerie d'icônes dans l'église de la Dormition, située dans le village de Novo Selo, à la sortie de la ville.

## Collections
Le musée abrite plus de mille artefacts découverts lors de fouilles archéologiques effectuées dans la région. Ces objets sont répartis en deux sections, l'une consacrée à la Préhistoire, l'autre à l'Antiquité et au Moyen Âge.
La collection préhistorique illustre surtout la culture d'Anzabegovo-Vršnik, qui s'est développée en Macédoine au Néolithique, avec un grand nombre de poteries et d'outils en pierre. L'âge du fer est représenté par des bijoux, des amulettes, de la céramique et un chariot funéraire datant du règne d'Alexandre le Grand.
La collection antique comprend des céramiques et des statuettes de divinités païennes et gréco-romaines, comme Zeus et Aphrodite. L'époque byzantine est surtout illustrée par le résultat des fouilles à Bargala, notamment les restes de panneaux en bois sculpté illustrant des prières de l'Ancien Testament.
Le Moyen Âge est présenté avec des bijoux, des crucifix, des artefacts produits par les Avars et de la vaisselle et des outils retrouvés dans la forteresse d'Isar, qui domine la ville.
Le musée possède aussi une collection ethnologique, comprenant des costumes et des objets traditionnels.

## Institut
L'institut pour la protection du patrimoine rattaché au musée se charge principalement de la gestion de la galerie d'icônes de l'église Saint-Nicolas ainsi que des fouilles archéologiques sur le site antique de Bargala. L'institut mène aussi des fouilles dans toute la région et a mis au jour plusieurs sites du Néolithique.